# Nidd
Nidd is een civil parish in het district Harrogate in North Yorkshire, dat 168 inwoners telt (2011). Het ligt drie mijl ten noorden van Harrogate en vlak bij de Nidd. Nidd Hall is een voormalig landhuis dat nu dienstdoet als hotel.